# Kjalarnes (district)
Cet article concerne le district de Reykjavik. Pour la péninsule, voir Kjalarnes.
Le district de Kjalarnes est un district de la capitale islandaise, Reykjavik, qui tire son nom de la péninsule de Kjalarnes.
Ancienne municipalité rurale indépendante jusqu'en 1998, Kjalarnes a été intégrée dans Reykjavik, bien qu'elle soit séparée du centre de la capitale par la ville de Mosfellsbær.
Kjalarnes est le plus vaste district de Reykjavik mais aussi le moins peuplé. Il est divisé en deux quartiers : Grundarhverfi et Kjalarnes.

## Géographie

### Situation

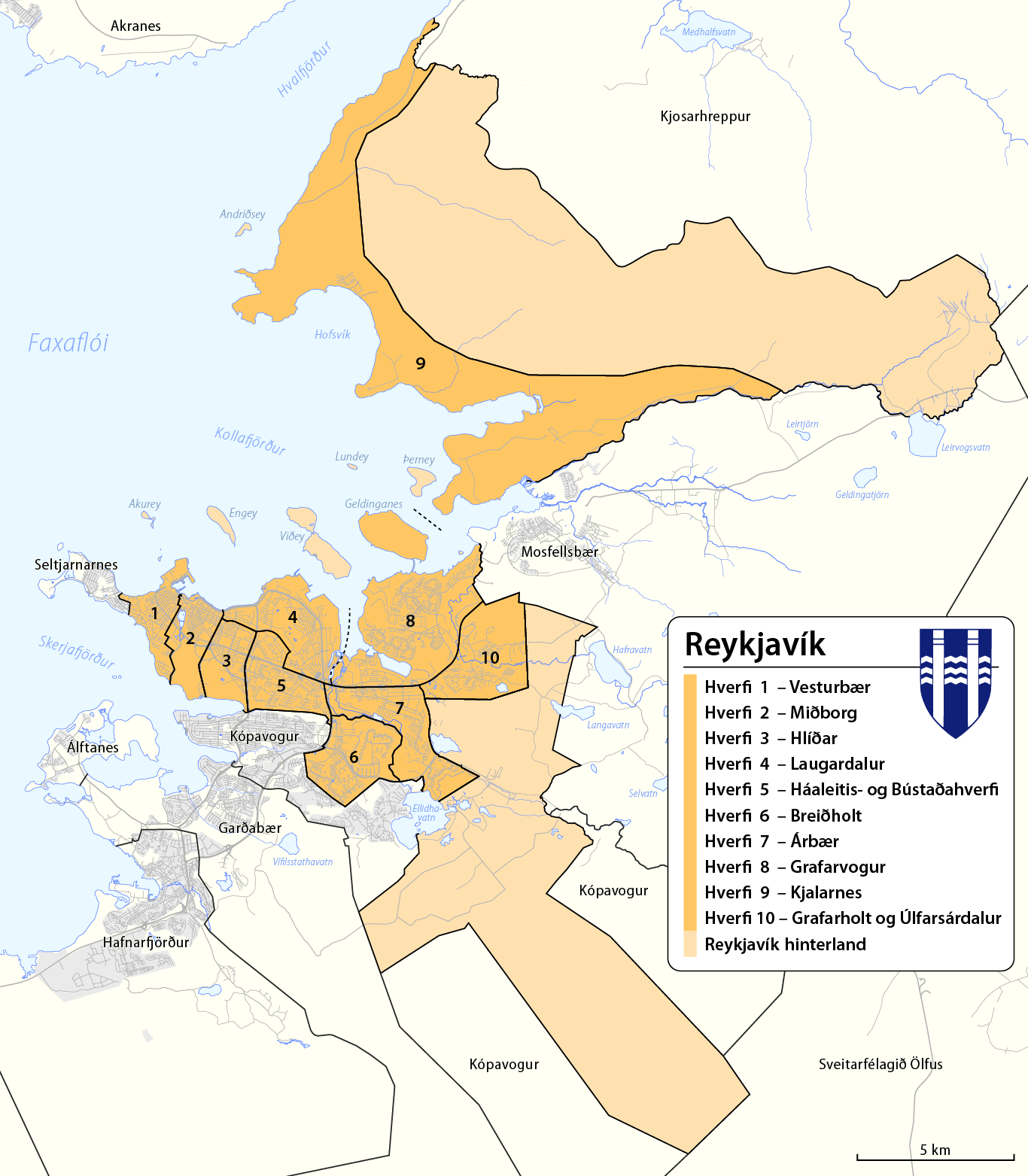
Carte administrative de Reykjavik.

Kjalarnes est séparée du centre de Reykjavik, situé à 18 km, par la ville de Mosfellsbær. Le district constitue la partie septentrionale de la ville et fait face à la péninsule de Seltjarnarnes où s'étend le centre-ville, de laquelle il est séparé par le Kollafjörður.
Situé en bordure de la région capitale, Höfuðborgarsvæðið, Kjalarnes est reliée à la municipalité d'Akranes par le tunnel du Hvalfjörður.

### Lieux touristiques
Le massif montagneux volcanique Esja se situe à Kjalarnes.

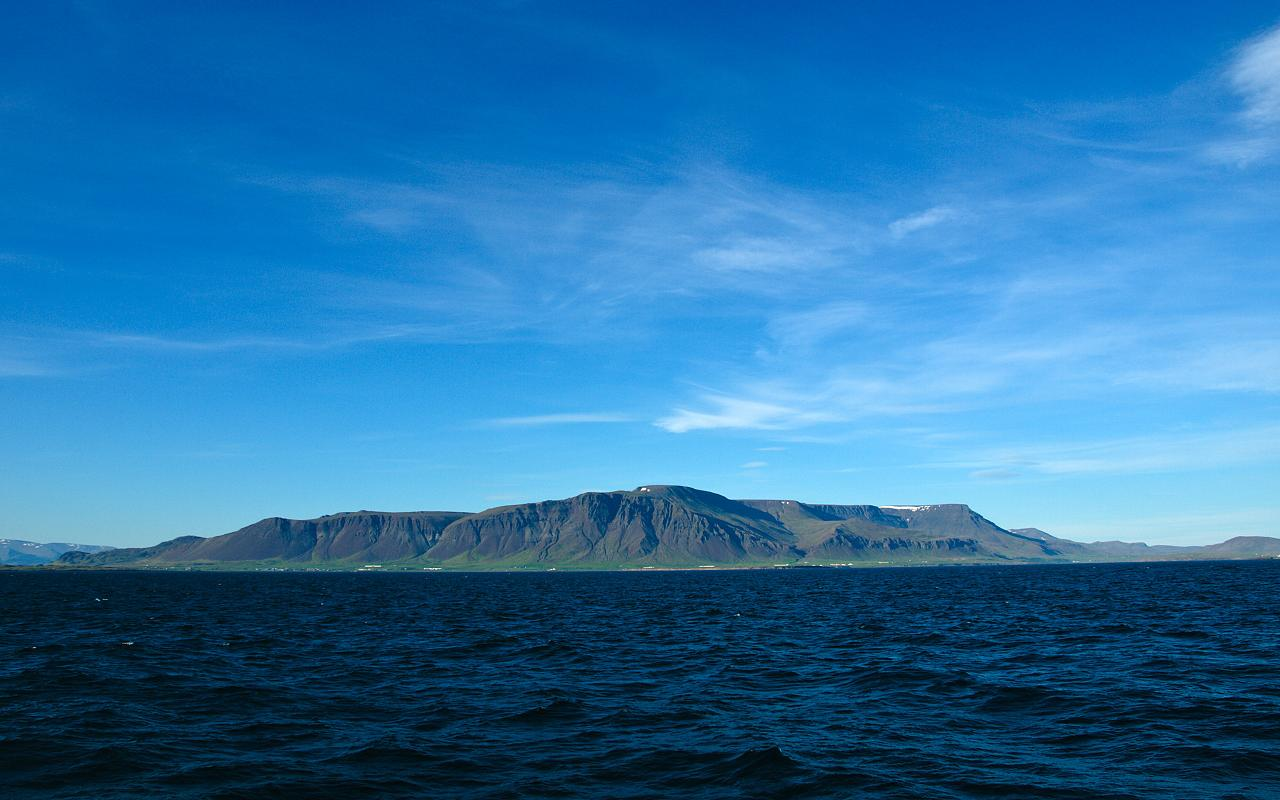
Le massif montagneux Esja.
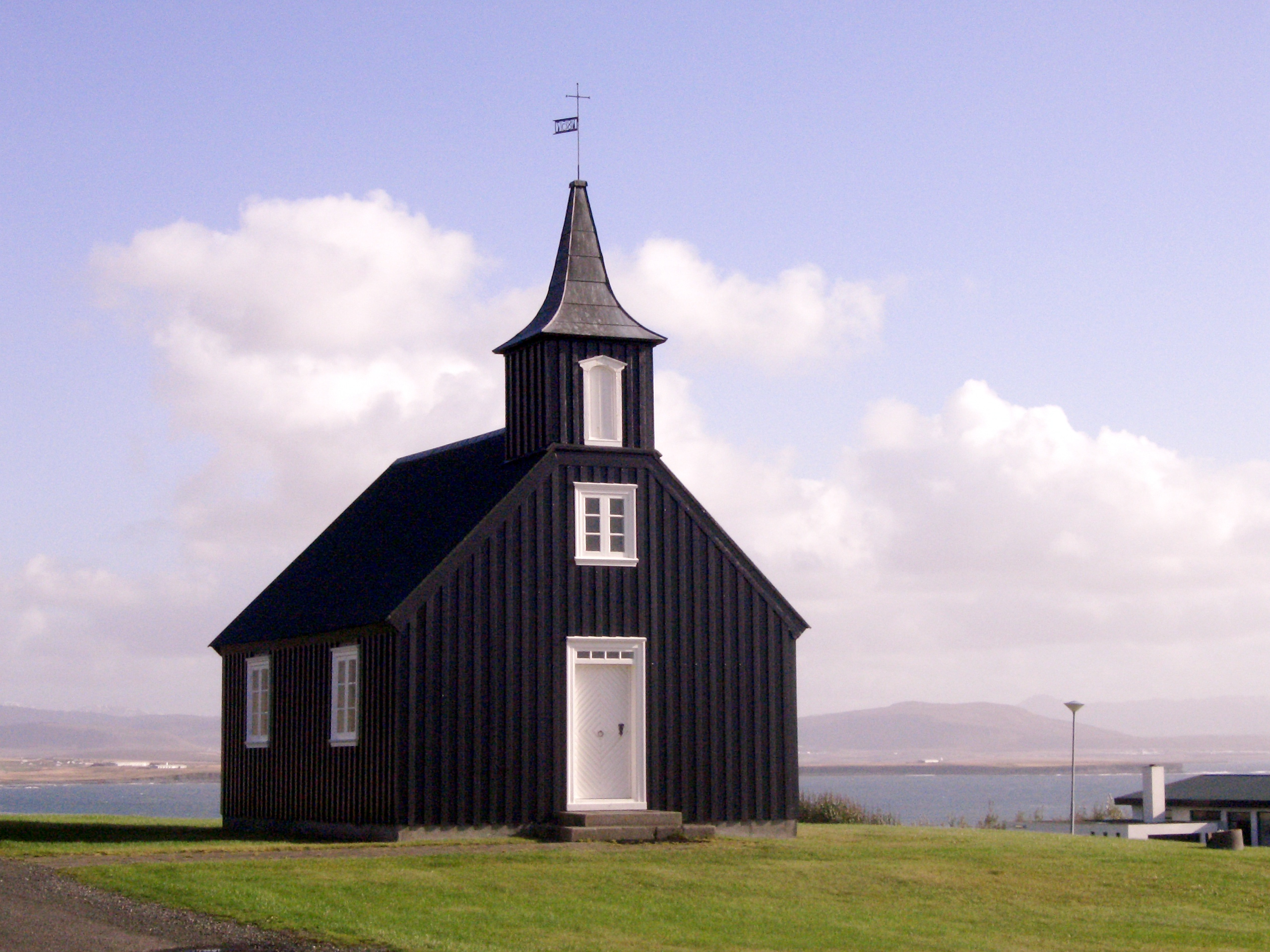
Une église à Kjalarnes.

## Histoire
Kjalarnes était une municipalité indépendante jusqu'en 1998, date à laquelle elle a fusionné au sein de Reykjavik.

## Population
La majorité de la population vit dans le hameau de Grundarhverfi.

## Crédit d'auteurs
- (en) Cet article est partiellement ou en totalité issu de l’article de Wikipédia en anglais intitulé « Kjalarnes » (voir la liste des auteurs).